# Sioux City
Pour les articles homonymes, voir Sioux (homonymie).
Sioux City (en anglais : [ˌsuːˈsɪti]) est une ville américaine située en Iowa. Elle est le siège du comté de Woodbury mais s'étend aussi sur le comté de Plymouth. Sa population s'élève à 82 684 habitants lors du recensement de 2010 ; elle est estimée à 82 872 habitants en 2016.

## Géographie
La ville est située dans le nord-ouest de l'Iowa, à 250 km de la capitale de l’État, Des Moines. Elle est arrosée par le Missouri, au confluent avec la rivière Big Sioux. Son territoire occupe une superficie de 151,49 km2.

## Histoire
La région est habitée par les Dakotas ou Sioux quand les premiers trappeurs espagnols et français arrivent au cours du XVIIIe siècle.
La ville est fondée en 1854 et est incorporée en 1857.
Pendant la période de la prohibition, la ville gagne le surnom de « Little Chicago » en raison de sa réputation de fournisseur de boissons alcoolisées.
Le 19 juillet 1989, l'aéroport est le théâtre de l'accident du vol 232 d'United Airlines qui s'écrase sur la piste.

## Société

### Religions
La ville est le siège d'un diocèse catholique créé en 1902.

## Culture et patrimoine
- La cathédrale de l'Épiphanie, construite en 1891, est le siège du diocèse catholique.
- L'église Saint-Boniface, néoromane, est inscrite au Registre national des lieux historiques.
- Le palais de justice du comté, est inscrit au Registre national des lieux historiques.

## Transports
- La ville est desservie par l'aéroport de Sioux City (code IATA : SUX • code OACI : KSUX)
- L'Interstate 29 traverse l'Iowa du nord au sud en passant par Sioux City

## Source
- (en) Cet article est partiellement ou en totalité issu de l’article de Wikipédia en anglais intitulé « Sioux City, Iowa » (voir la liste des auteurs).